# Вардзин
Вардзин (пол. Wardzyn) — село в Польщі, у гміні Бруйці Лодзький-Східного повіту Лодзинського воєводства.
Населення — 422 особи (2011).

## Демографія
Демографічна структура станом на 31 березня 2011 року:
|          | Загалом | Допрацездатний вік | Працездатний вік | Постпрацездатний вік |
| -------- | ------- | ------------------ | ---------------- | -------------------- |
| Чоловіки | 217     | 41                 | 151              | 25                   |
| Жінки    | 205     | 40                 | 121              | 44                   |
| Разом    | 422     | 81                 | 272              | 69                   |